# یاشل (استان پودکارپاتسکیه)
یاشل (به لاتین: Jasiel) یک روستا در لهستان است که در گمینا کومانگچا واقع شده‌است. یاشل ۰ نفر جمعیت دارد.